# Sport-Club Charlottenburg 2019-2020
Questa voce raccoglie le informazioni riguardanti il Sport-Club Charlottenburg nelle competizioni ufficiali della stagione 2019-2020.

## Organigramma societario
Area direttiva
- Presidente: Kaweh Niroomand

Area tecnica
- Allenatore: Cédric Énard
- Allenatore in seconda: Lucio Oro
- Scout man: Rafal Zajac

Area sanitaria
- Medico: Oliver Miltner
- Fisioterapista: Stefanie Lemburg, Sebastian Riekehr

## Rosa
| N° | Nome            | Ruolo | Data di nascita   | Nazionalità sportiva |
| -- | --------------- | ----- | ----------------- | -------------------- |
| 1  | Adam Kowalski   | L     | 16 settembre 1994 | Polonia              |
| 3  | Kyle Ensing     | O     | 6 marzo 1997      | Stati Uniti          |
| 4  | Jeffrey Jendryk | C     | 15 settembre 1995 | Stati Uniti          |
| 5  | Moritz Reichert | S     | 15 marzo 1995     | Germania             |
| 6  | Sergej Grankin  | P     | 21 gennaio 1985   | Russia               |
| 7  | Georg Klein     | C     | 22 agosto 1991    | Germania             |
| 9  | John Hatch      | S     | 12 febbraio 1996  | Stati Uniti          |
| 10 | Julian Zenger   | L     | 26 agosto 1997    | Germania             |
| 11 | Cody Kessel     | S     | 3 dicembre 1991   | Stati Uniti          |
| 12 | Samuel Tuia     | S     | 24 luglio 1986    | Francia              |
| 13 | Benjamin Patch  | O     | 21 giugno 1994    | Stati Uniti          |
| 14 | Nicolas Le Goff | C     | 15 febbraio 1992  | Francia              |
| 18 | Pierre Pujol    | P     | 13 luglio 1984    | Francia              |

## Risultati

### 1. Bundesliga

#### Girone di andata
| 1ª giornata - 12 ottobre 2019 Landkost-Arena, Bestensee                   | Netzhoppers     | 1 - 3 | Charlottenburg | 25-20, 13-25, 18-25, 17-25        |
| 2ª giornata - 15 ottobre 2019 Max-Schmeling-Halle, Berlino                | Charlottenburg  | 3 - 0 | Giesen         | 25-18, 25-16, 26-24               |
| 3ª giornata - 23 ottobre 2019 Olympiahalle, Innsbruck                     | Unterhaching    | 2 - 3 | Charlottenburg | 22-25, 25-20, 20-25, 25-22, 12-15 |
| 4ª giornata - 27 ottobre 2019 Max-Schmeling-Halle, Berlino                | Charlottenburg  | 3 - 0 | Rottenburg     | 25-16, 25-21, 25-19               |
| 5ª giornata - 9 novembre 2019 Nikolaushalle, Herrsching am Ammersee       | Herrsching      | 0 - 3 | Charlottenburg | 19-25, 23-25, 15-25               |
| 6ª giornata - 13 novembre 2019 Max-Schmeling-Halle, Berlino               | Charlottenburg  | 3 - 0 | Lüneburg       | 25-21, 25-16, 25-20               |
| 7ª giornata - 16 novembre 2019 Max-Schmeling-Halle, Berlino               | Charlottenburg  | 3 - 0 | Dürener        | 25-16, 25-20, 25-22               |
| 8ª giornata - 24 novembre 2019 Brose Arena, Bamberga                      | Eltmann         | 0 - 3 | Charlottenburg | 17-25, 25-27, 23-25               |
| 9ª giornata - 30 novembre 2019 Max-Schmeling-Halle, Berlino               | Charlottenburg  | 3 - 0 | Bühl           | 25-18, 27-25, 25-21               |
| 10ª giornata - 14 dicembre 2019 ZF-Arena Friedrichshafen, Friedrichshafen | Friedrichshafen | 2 - 3 | Charlottenburg | 25-22, 23-25, 27-29, 25-20, 16-18 |
| 11ª giornata - 22 dicembre 2019 Max-Schmeling-Halle, Berlino              | Charlottenburg  | 3 - 2 | Rüsselsheim    | 27-25, 20-25, 25-20, 21-25, 15-8  |

#### Girone di ritorno
| 12ª giornata - 16 gennaio 2020 Max-Schmeling-Halle, Berlino      | Charlottenburg | 3 - 2 | Netzhoppers     | 19-25, 26-28, 25-20, 25-15, 15-8 |
| 13ª giornata - 19 gennaio 2020 Volksbank-Arena, Hildesheim       | Giesen         | 0 - 3 | Charlottenburg  | 16-25, 23-25, 16-25              |
| 14ª giornata - 23 gennaio 2020 Max-Schmeling-Halle, Berlino      | Charlottenburg | 3 - 1 | Unterhaching    | 25-15, 21-25, 25-21, 25-20       |
| 15ª giornata - 1º febbraio 2020 Paul Horn-Arena, Tubinga         | Rottenburg     | 0 - 3 | Charlottenburg  | 17-25, 22-25, 22-25              |
| 16ª giornata - 5 febbraio 2020 Max-Schmeling-Halle, Berlino      | Charlottenburg | 3 - 0 | Herrsching      | 25-20, 25-15, 25-23              |
| 17ª giornata - 8 febbraio 2020 CU Arena, Amburgo                 | Lüneburg       | 0 - 3 | Charlottenburg  | 17-25, 20-25, 16-25              |
| 18ª giornata - 25 febbraio 2020 Arena Kreis Düren, Düren         | Dürener        | 2 - 3 | Charlottenburg  | 25-21, 26-28, 30-32, 25-20, 8-15 |
| 19ª giornata - 30 ottobre 2019 Max-Schmeling-Halle, Berlino      | Charlottenburg | 3 - 0 | Eltmann         | 25-23, 25-18, 25-19              |
| 20ª giornata - 7 marzo 2020 Großsporthalle, Bühl                 | Bühl           | 1 - 3 | Charlottenburg  | 22-25, 19-25, 25-18, 24-26       |
| 21ª giornata - 15 marzo 2020 Max-Schmeling-Halle, Berlino        | Charlottenburg | -     | Friedrichshafen | annullata                        |
| 22ª giornata - 21 marzo 2020 Fraport Arena, Francoforte sul Meno | Rüsselsheim    | -     | Charlottenburg  | annullata                        |

### Coppa di Germania

#### Fase a eliminazione diretta
| Ottavi di finale - 3 novembre 2019 Landkost-Arena, Bestensee                  | Netzhoppers     | 0 - 3 | Charlottenburg | 19-25, 22-25, 19-25 |
| Quarti di finale - 20 novembre 2019 ZF-Arena Friedrichshafen, Friedrichshafen | Friedrichshafen | 0 - 3 | Charlottenburg | 20-25, 21-25, 22-25 |
| Semifinali - 8 dicembre 2019 Max-Schmeling-Halle, Berlino                     | Charlottenburg  | 3 - 0 | Herrsching     | 25-17, 25-21, 25-17 |
| Finale - 16 febbraio 2020 SAP Arena, Mannheim                                 | Dürener         | 0 - 3 | Charlottenburg | 12-25, 18-25, 22-25 |

### Supercoppa tedesca

#### Fase a eliminazione diretta
| Finale - 20 ottobre 2019 TUI Arena, Hannover | Charlottenburg | 3 - 0 | Friedrichshafen | 25-20, 25-18, 25-15 |

### Champions League

#### Fase a gironi
| 1ª giornata - 3 dicembre 2019 Max-Schmeling-Halle, Berlino        | Charlottenburg | 3 - 0 | ACH Volley     | 25-21, 25-15, 26-24               |
| 2ª giornata - 11 dicembre 2019 Palazzetto Zvezdnyj, Novyj Urengoj | Fakel          | 3 - 0 | Charlottenburg | 25-22, 25-18, 25-17               |
| 3ª giornata - 18 dicembre 2019 Max-Schmeling-Halle, Berlino       | Charlottenburg | 1 - 3 | Kuzbass        | 17-25, 23-25, 25-19, 19-25        |
| 4ª giornata - 28 gennaio 2020 Max-Schmeling-Halle, Berlino        | Charlottenburg | 2 - 3 | Fakel          | 25-21, 25-15, 20-25, 22-25, 10-15 |
| 5ª giornata - 12 febbraio 2020 Hala Tivoli, Lubiana               | ACH Volley     | 2 - 3 | Charlottenburg | 25-22, 25-19, 16-25, 22-25, 12-15 |
| 6ª giornata - 19 febbraio 2020 SRK Arena, Kemerovo                | Kuzbass        | 3 - 2 | Charlottenburg | 22-25, 25-19, 25-14, 20-25, 15-8  |

## Statistiche

### Statistiche di squadra
| Competizione       | Punti | In casa | In casa | In casa | In trasferta | In trasferta | In trasferta | Totale | Totale | Totale |
| Competizione       | Punti | G       | V       | P       | G            | V            | P            | G      | V      | P      |
| ------------------ | ----- | ------- | ------- | ------- | ------------ | ------------ | ------------ | ------ | ------ | ------ |
| 1. Bundesliga      | 55    | 10      | 10      | 0       | 10           | 10           | 0            | 20     | 20     | 0      |
| Coppa di Germania  | -     | 1       | 1       | 0       | 2            | 2            | 0            | 4      | 4      | 0      |
| Supercoppa tedesca | -     | -       | -       | -       | -            | -            | -            | 1      | 1      | 0      |
| Champions League   | 7     | 3       | 1       | 2       | 3            | 1            | 2            | 6      | 2      | 4      |
| Totale             | -     | 14      | 12      | 2       | 15           | 13           | 2            | 31     | 27     | 4      |

G = partite giocate; V = partite vinte; P = partite perse